# Cetatea Albă (cetate)
Cetatea Albă (de-a lungul istoriei s-a mai numit Tyras, Alba Iulia, Asprocastron, Maurocastron, Moncastro, Albi Castri, Citta Alba, Akkerman, Белгород-Днестровск și Білгород-Дністровськ) este un monument istoric din secolele XIII–XV, amplasat actualmente pe teritoriul Ucrainei, fiind una dintre cele mai bine conservate cetăți de pe teritoriul acestei țări. Dimensiunea sa, de asemenea, întrece orice altă fortificație de acest fel din Ucraina. Suprafața totală este de 9 hectare. 

## Descriere

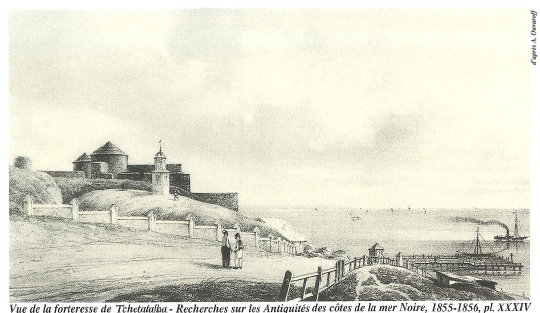
Cetatea Albă în 1856, pe atunci numită Akkerman. Gravură de A. Uvarov.

Cetatea este așezată pe un teren stâncos, lângă țărmul abrupt al limanului Nistrului, dominând fața acestuia, de la o înălțime de aproximativ 30 de metri. Nucleul cetății îl formează vechea citadelă, probabil genoveză, de plan aproape pătrat (35 x 37 m), prevăzută la colțuri cu turnuri rotunde. Aceasta rămâne în extremitatea nordică a celei de a doua incinte, de formă vag trapezoidală, cu latura de nord-est formând baza mică. Din pânza de ziduri din vremea lui Ștefan cel Mare s-a mai păstrat numai poarta cea mare. Aceasta este cu două etaje, cu două porți, una exterioară și alta interioară, cu câte două canaturi fiecare. Avea pod mobil, peste șanțul ce înconjoară cetatea. Clădirea porții este astăzi cuprinsă în incinta din sec. al XVIII-lea. 
Toate clădirile sunt înconjurate de zidurile puternice ale cetății, care ating o lungime de 2.5 km. La fiecare 40-45 m au fost construite turnuri și bastioane. Numărul lor maxim a ajuns la 34, 12 dintre ele erau turnuri de luptă goale, ulterior acestea au fost transformate în platforme pentru instalarea unităților artileriste.

### Pisanii
Deasupra „porții mari” ridicată de Ștefan cel Mare se înălța stema Moldovei și inscripția ce citește:
În anii de la Întruparea Domnului 6984 (1476) s-au sfârșit marea poartă, în zilele binecredinciosului Io Ștefan voievod și în zilele panului Luca și panului Herman.În zilele binecredinciosului și de Hristos iubitorului și de Dumnezeu dăruitului și de toată lauda vrednicului Ioan Ștefan voievod, domn a toată țara Moldovei, fiul lui Bogdan voievod, a început și a sfârșit acest zid, în timpul pârcălabilor Duma și Hărman.

## Cronologie
Actuala cetate a fost ridicată pe urmele anticului oraș-cetate grec Tyras, principlala ocupație a acestuia fiind cea de comerț în zonă. Împăratul bizantin Constantin al VII-lea Porfirogenet, la mijlocul secolului al X-lea, menționa că "Dincoace de fluviul Nipru, înspre partea Bulgariei, lângă malurile fluviului (Nistru), există cetăți părăsite: prima este cetatea numită de pecenegi Aspron (=Albă), deoarece pietrele sale par albe; a doua cetate se numește Tungate, a treia Cracnacate, a patra Salmacate, a cincea Sacarate și a șasea Gieucate"
- secolul al V-lea î.Hr.: Primele atestări ale orașului după ce marinarii greci din Miletia au creat aici colonia numită Niconia[1].
- În timpul lui Burebista, cetatea ținea de regatul dacic[1].
- În secolele I - IV d.Hr. Cetatea se află sub stăpânire romană.
- a aparținut Imperiului Bizantin, purtând numele Asprocastron și Maurocastron.
- În secolul al XI-lea a aparținut pecenegilor numele fiind numită Aspron
- ulterior, a fost ocupată de genovezi, punându-i-se numele de Moncastro.
- mai târziu, a fost ocupată de tătari.
- 1386: prima mențiune a Cetății Albe în componența Țării Moldovei[1].
- 1407: sub Alexandru cel Bun, Moncastron este denumită de moldoveni - Cetatea Albă.
- spre sfârșitul sec. al XIV-lea: cetatea aparține Moldovei.
- 1421: este fortificată și lărgită de Alexandru cel Bun.
- 1440: Ștefan al II-lea termină zidul și poarta celei de a doua incinte, devine reședință domnească.
- 1450: este cucerită de turci și numită Akkerman[1].
- 1451: Alexandru Vodă a recucerit orașul[1].
- 1454: se întregește construcția și se dotează cetatea cu tunuri.
- 1462: rolul strategic al cetăților de la sudul principatului în stoparea expansiunii otomane era recunoscut de sultanul Mehmed al II-lea încă din 1462[1] (Nicolae Iorga): |  | atâta timp cât Chilia și Cetatea Albă sunt ale valahilor și Belgradul sârbesc e al ungurilor, noi nu vom putea învinge cu totul pe ghiauri. |
- 1476: Ștefan cel Mare adaptează cetatea la tactica din vremea lui, bazată pe artilerie: se construiește poarta cea mare, deasupra căreia se înălța stema Moldovei.
- 1479: se termină construcția celui de-al treilea zid de incintă.
- 1484, 30 iulie–5 august: turcii cuceresc cetatea după ce o puternică oaste turco-tătară, condusă de sultanul turc Baiazid al II-lea, a asediat-o; în secolele XVI și XVII, se lucrează la zidul incintei exterioare, este construită o geamie și un minaret.
- 1774: este ocupată de ruși, dar retrocedată turcilor prin pacea de la Kuciuc-Kainargi.
- 1806: iarăși cucerită de ruși.
- 1812: este părăsită și începe să se deterioreze.
- 1880: se iau măsuri de conservare.
- 1928–1930: „Comisia monumentelor istorice” restaurează poarta mare, zidul celei de-a doua incinte și turnul de pază al acesteia[3].
- 1945: stăpânirea sovietică scoate stema sculptată a Moldovei cu capul de bour, din nișa de deasupra porții mari.
- 1991: sub stăpânirea ucraineană nișa de deasupra porții mari este mascată de drapelul orășenesc; festivaluri medievale sunt organizate în incinta cetății.

Luată în ansamblu, Cetatea Albă constituie cea mai mare și mai bine întărită fortificație defensivă din Moldova medievală, un vechi și simbolic monument de arhitectură, ce impresionează atît prin dimensiune și expresivitate, cît și în virtutea locului ales pentru zidire.

## Galerie de imagini

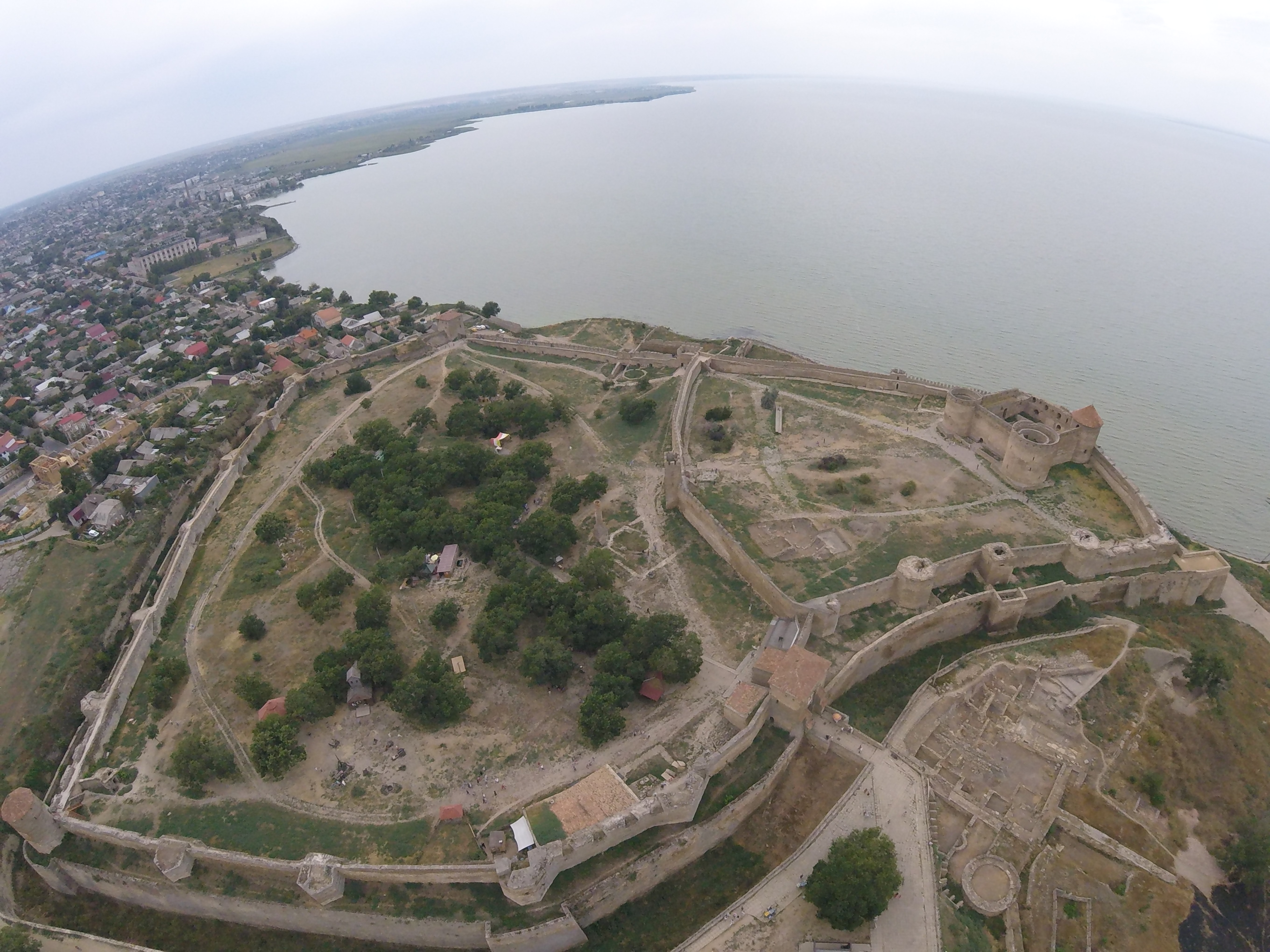
Vedere aeriană
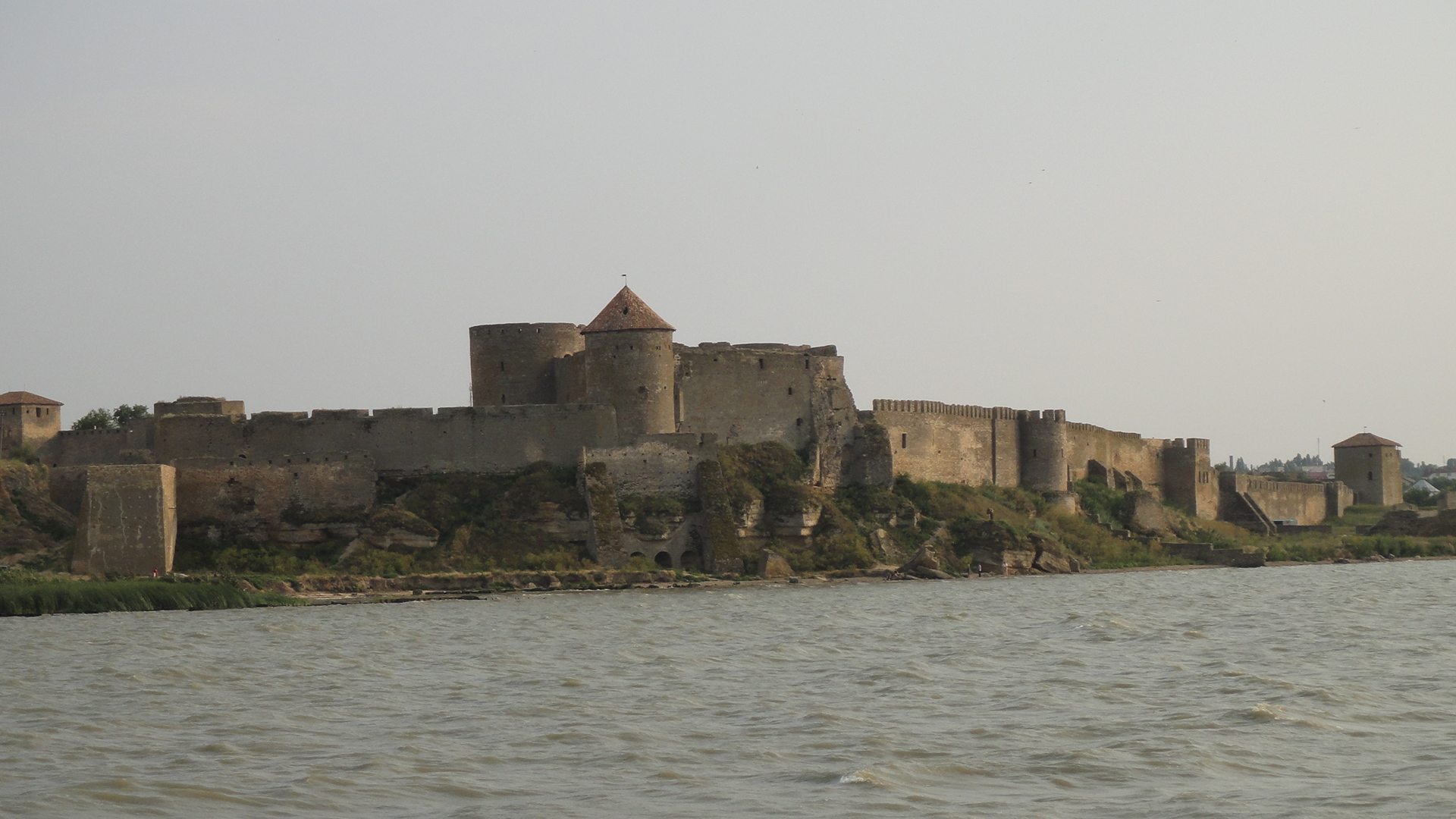
Vedere dinspre liman
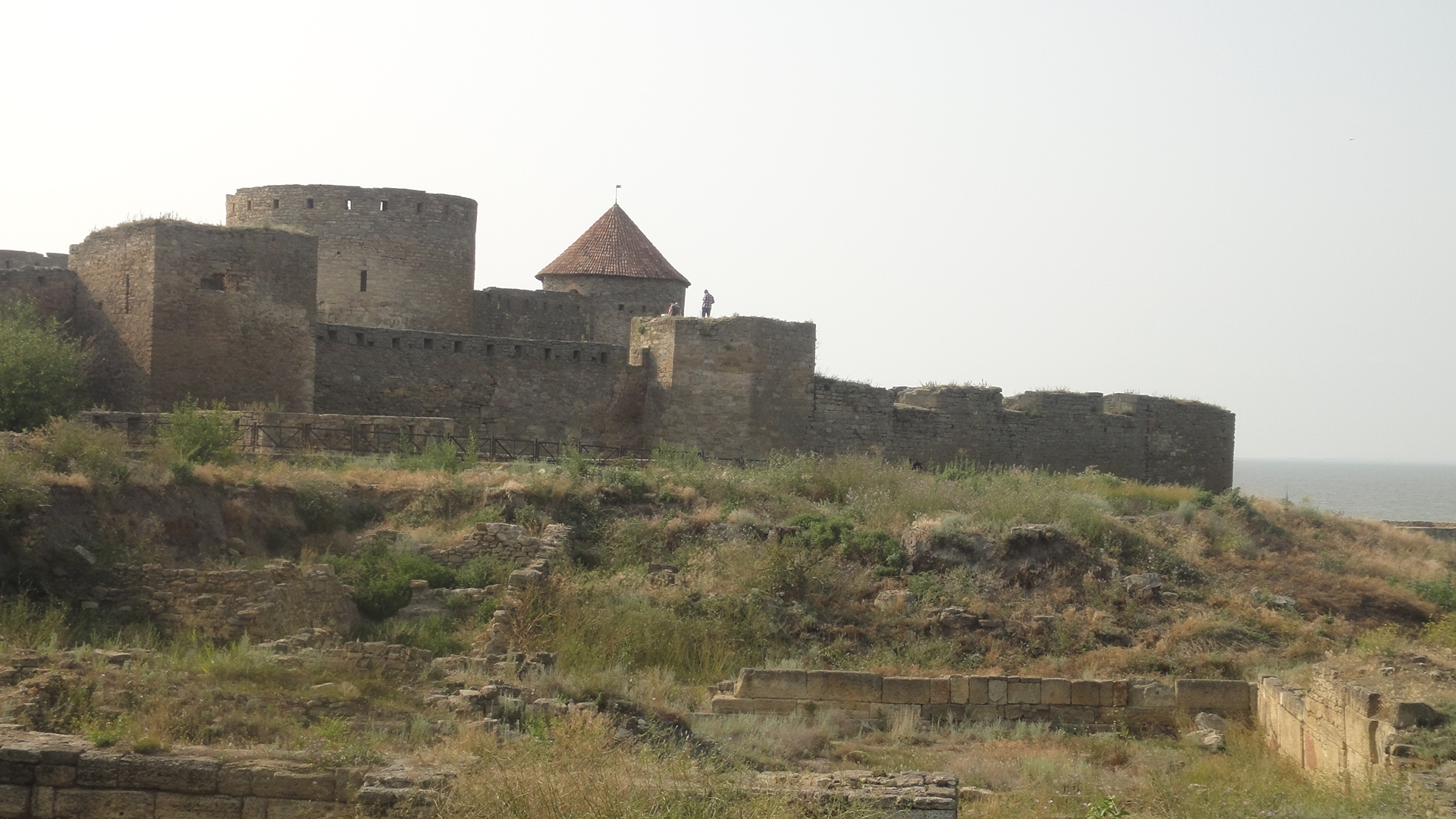
Vedere de pe uscat, spre donjon
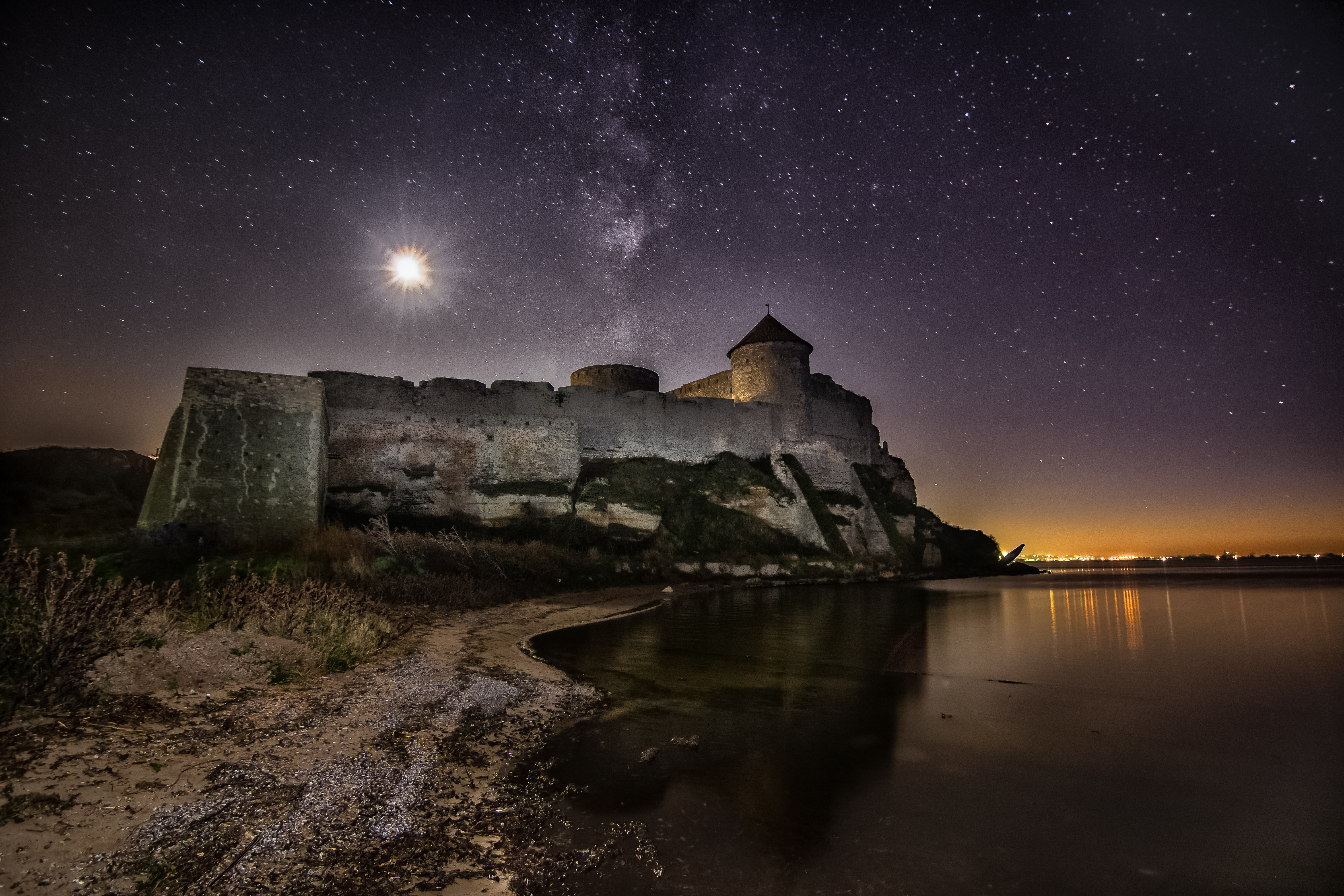
Pe timp de noapte
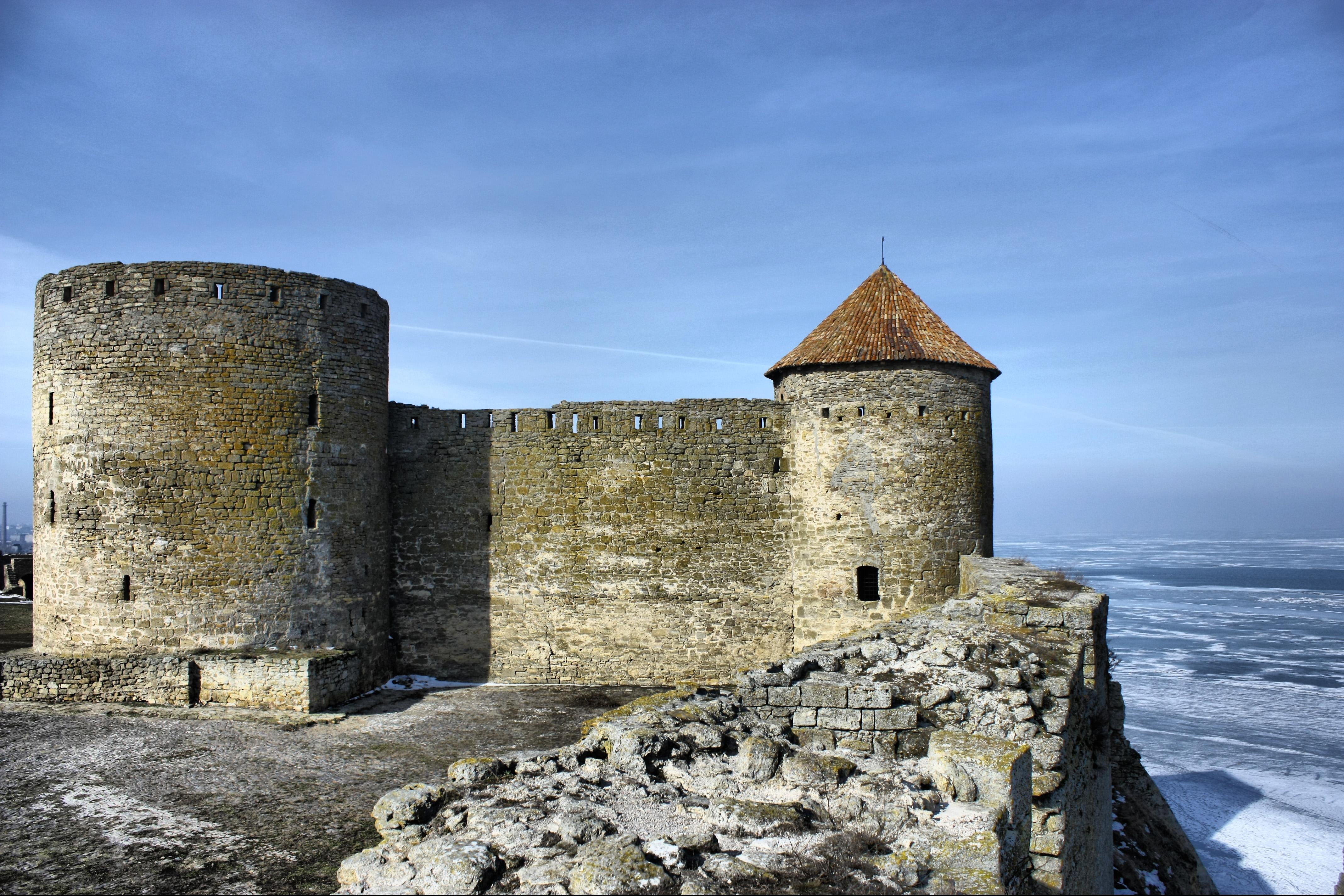
Pe timp de iarnă
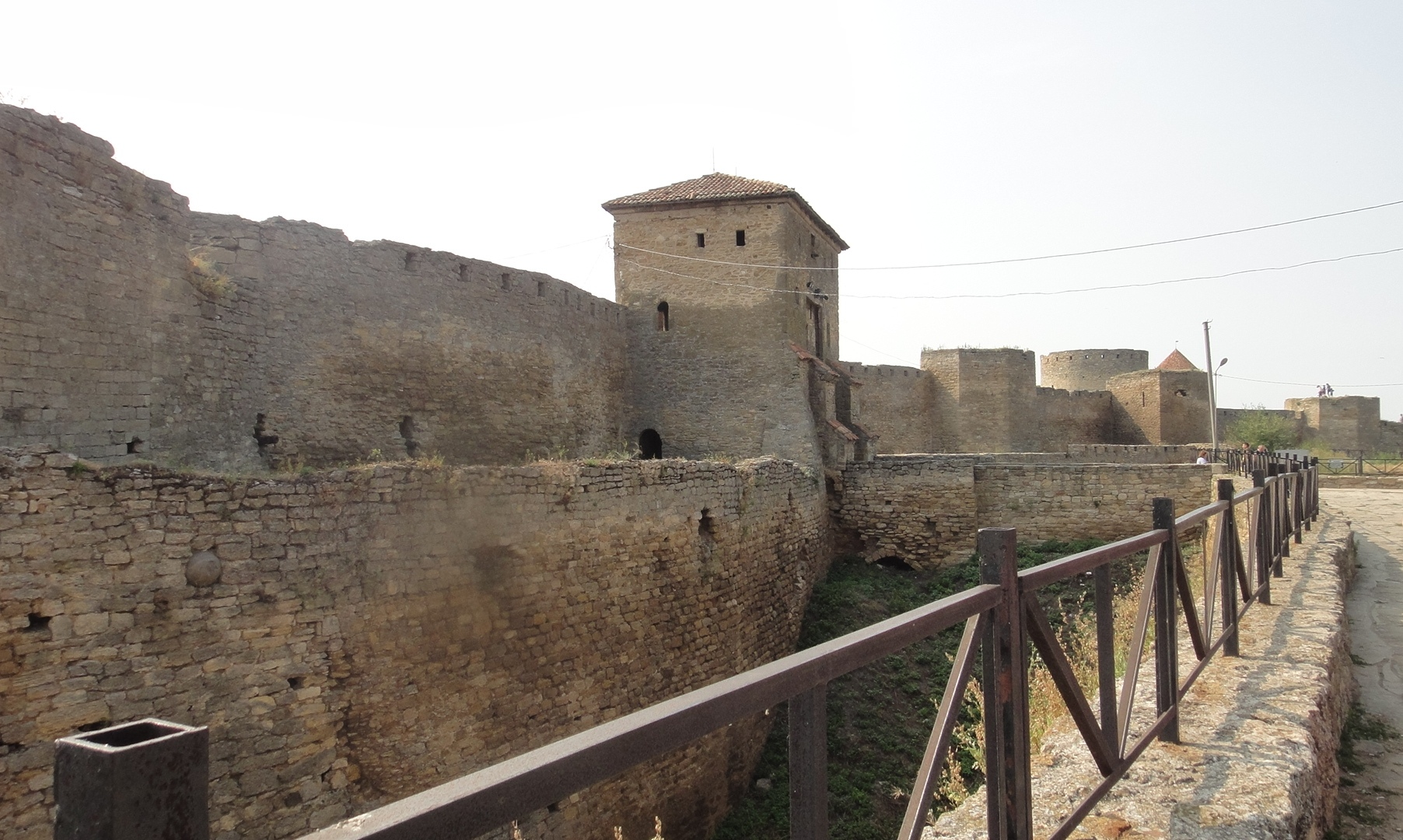
Poarta principală
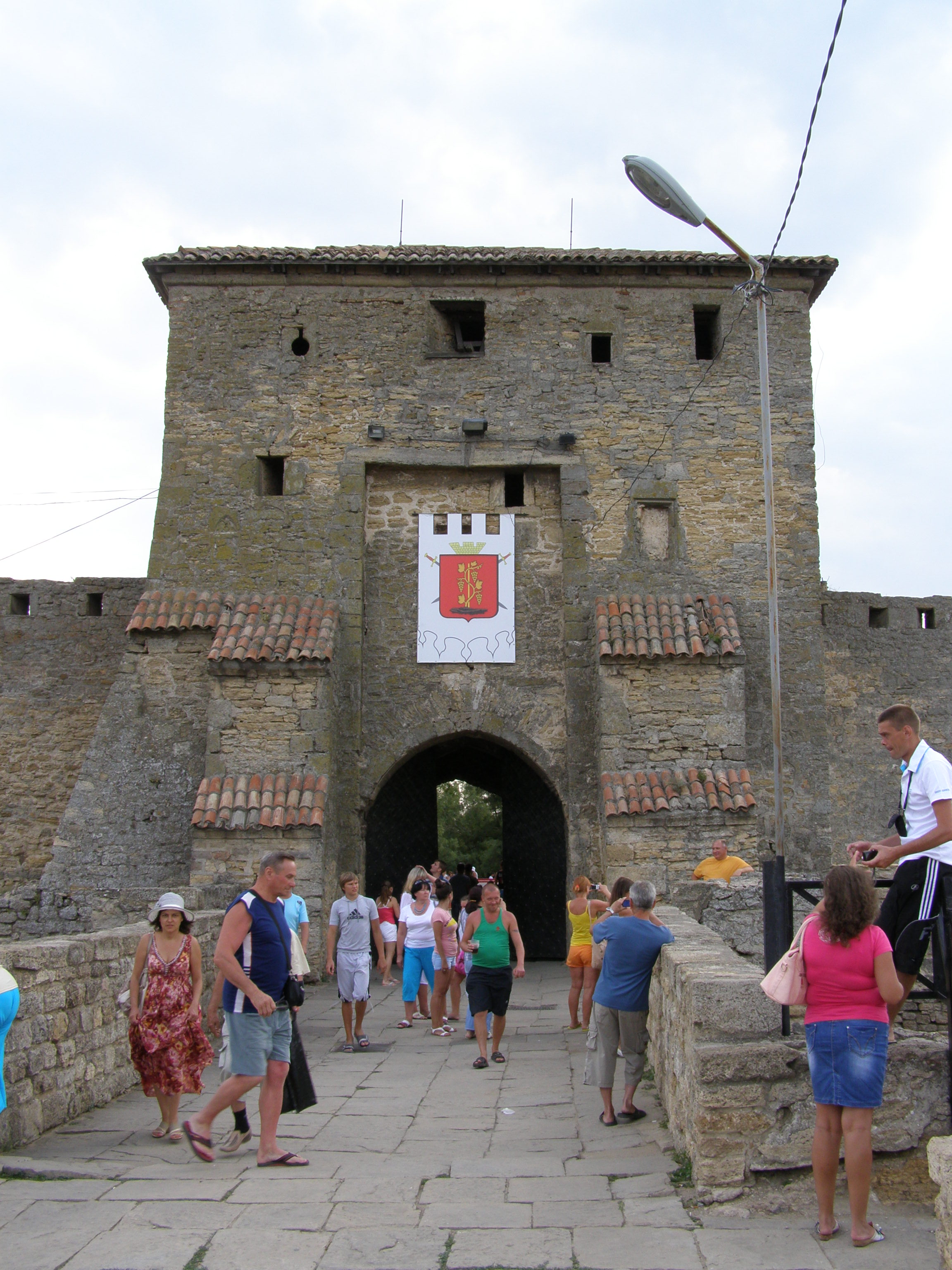
Poarta principală deasupra căreia drapelul cu stema orașului ucrainean modern ascunde o distrugere patrimonială
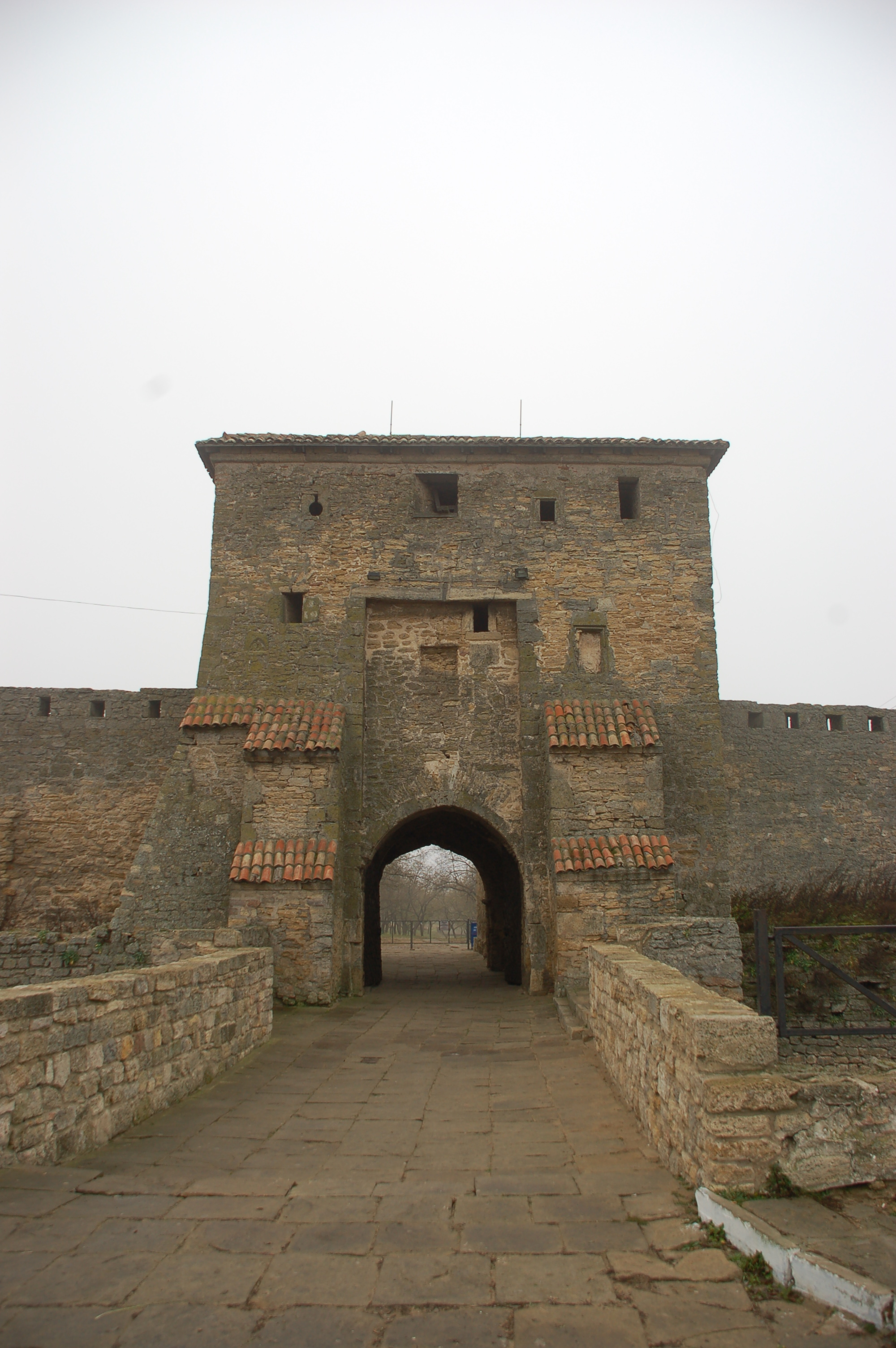
În spatele drapelului modern, capul de bour sculptat al Moldovei a fost scos în perioada sovietică: nimeni nu știe dacă a fost păstrat sau distrus
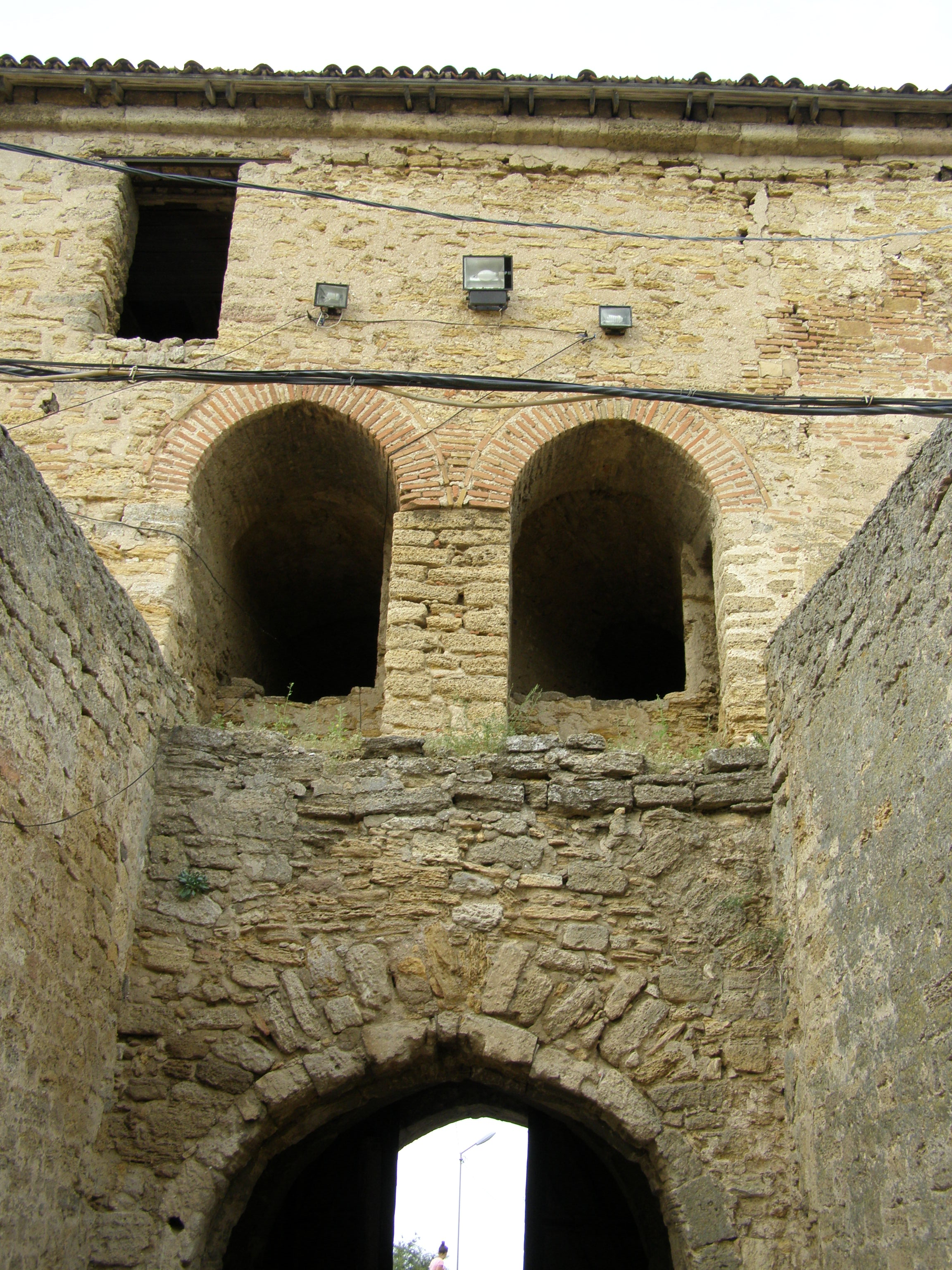
Poarta principală, dinăuntru
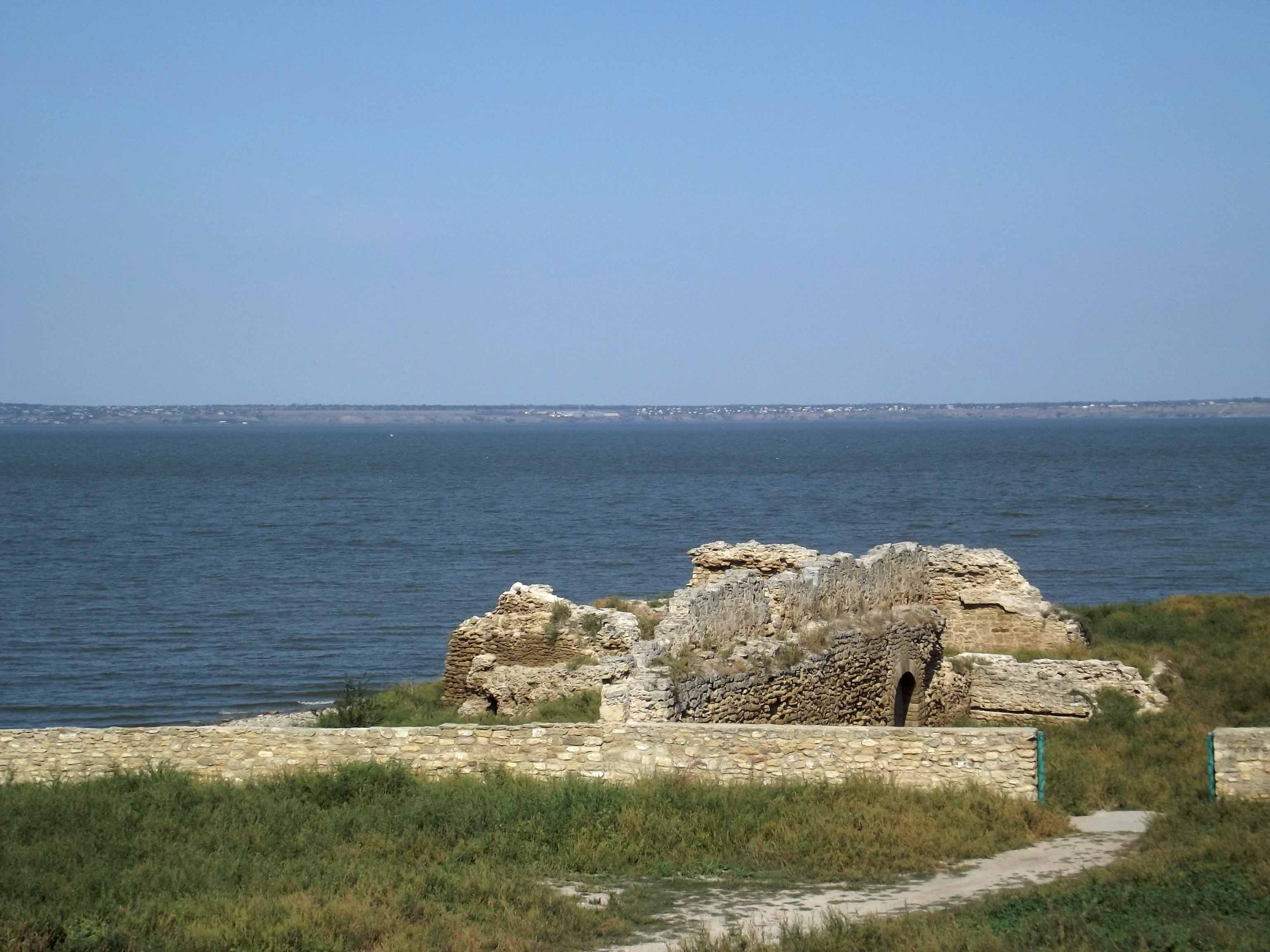
Una dintre chiliile (depozitele) genoveze
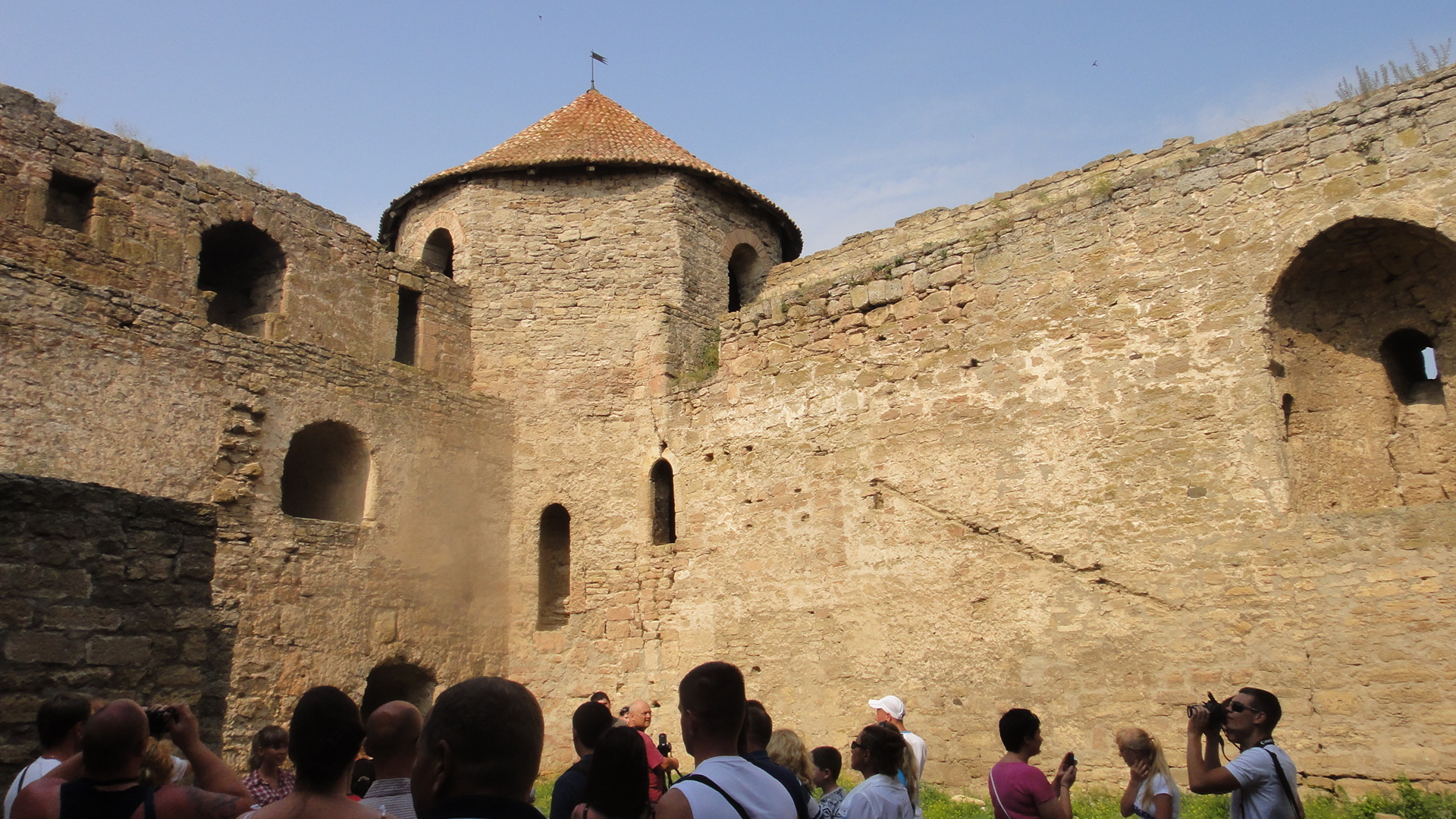
Curtea donjonului, cu Turnul neamului (sau „Millet Kulesi” în turcește)
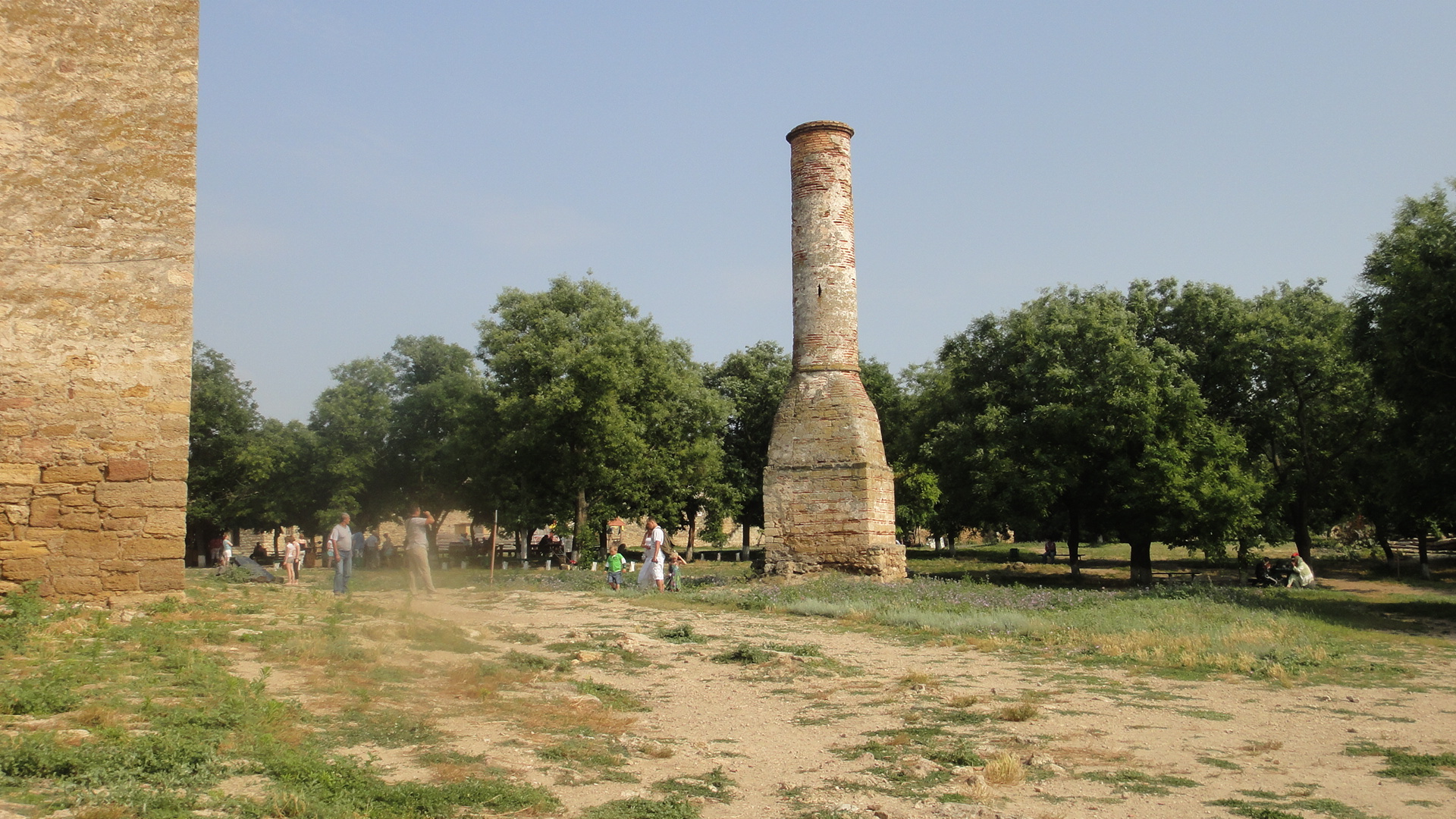
Ruinele minaretului din curtea interioară
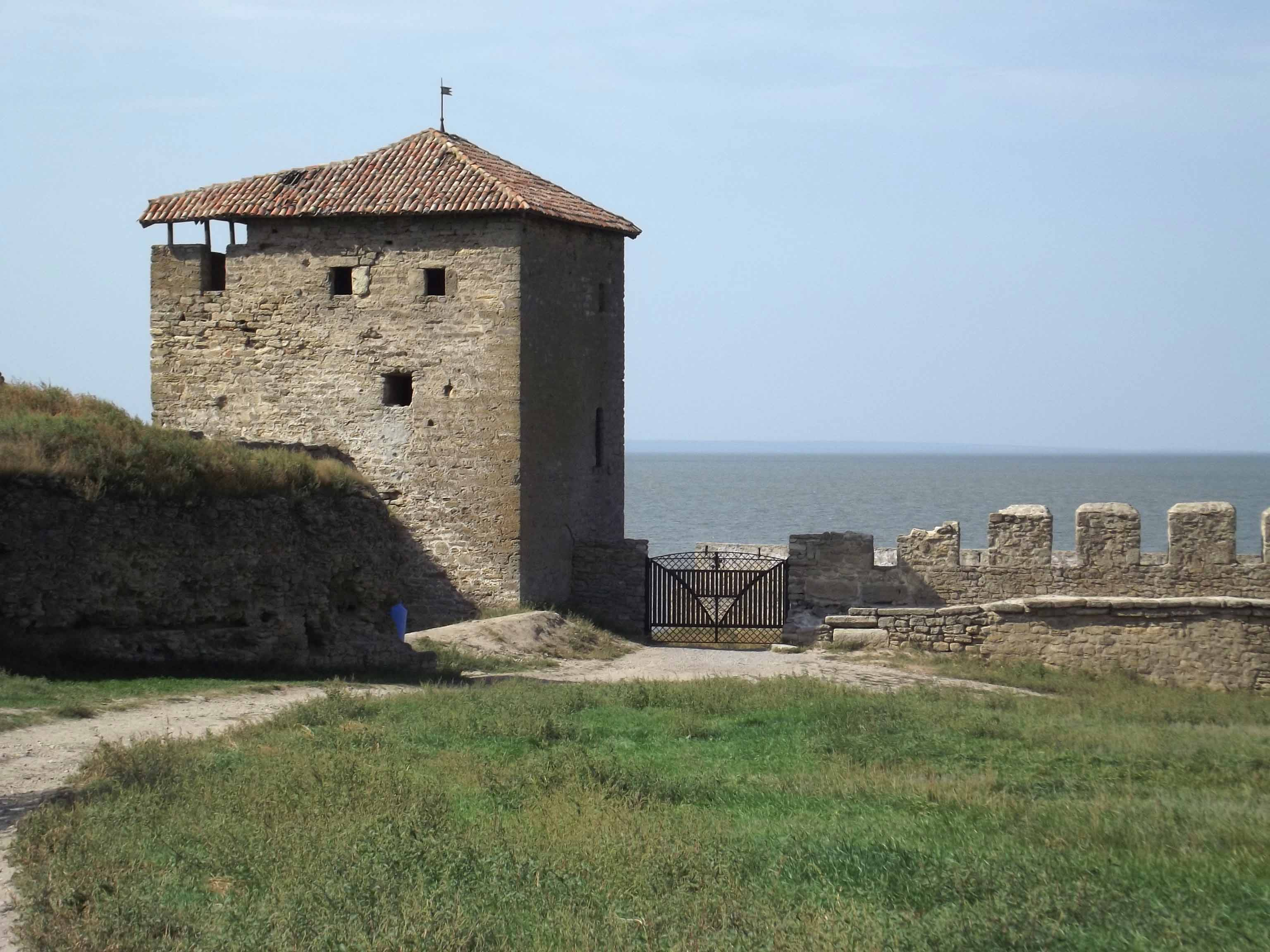
Turnul Veseliei (sau Petrecerii), în turcește „Bayram Kulesi”, în rusă și ucraineană „Pușkin”
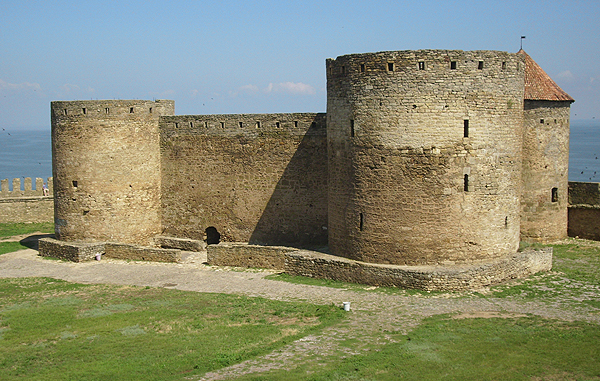
Donjonul cu turnurile cu Praf de Pușcă (stînga), Roabei (sau Slujnicei, dreapta) și Neamului (în planul doi, dreapta)
Turnul cu caturi
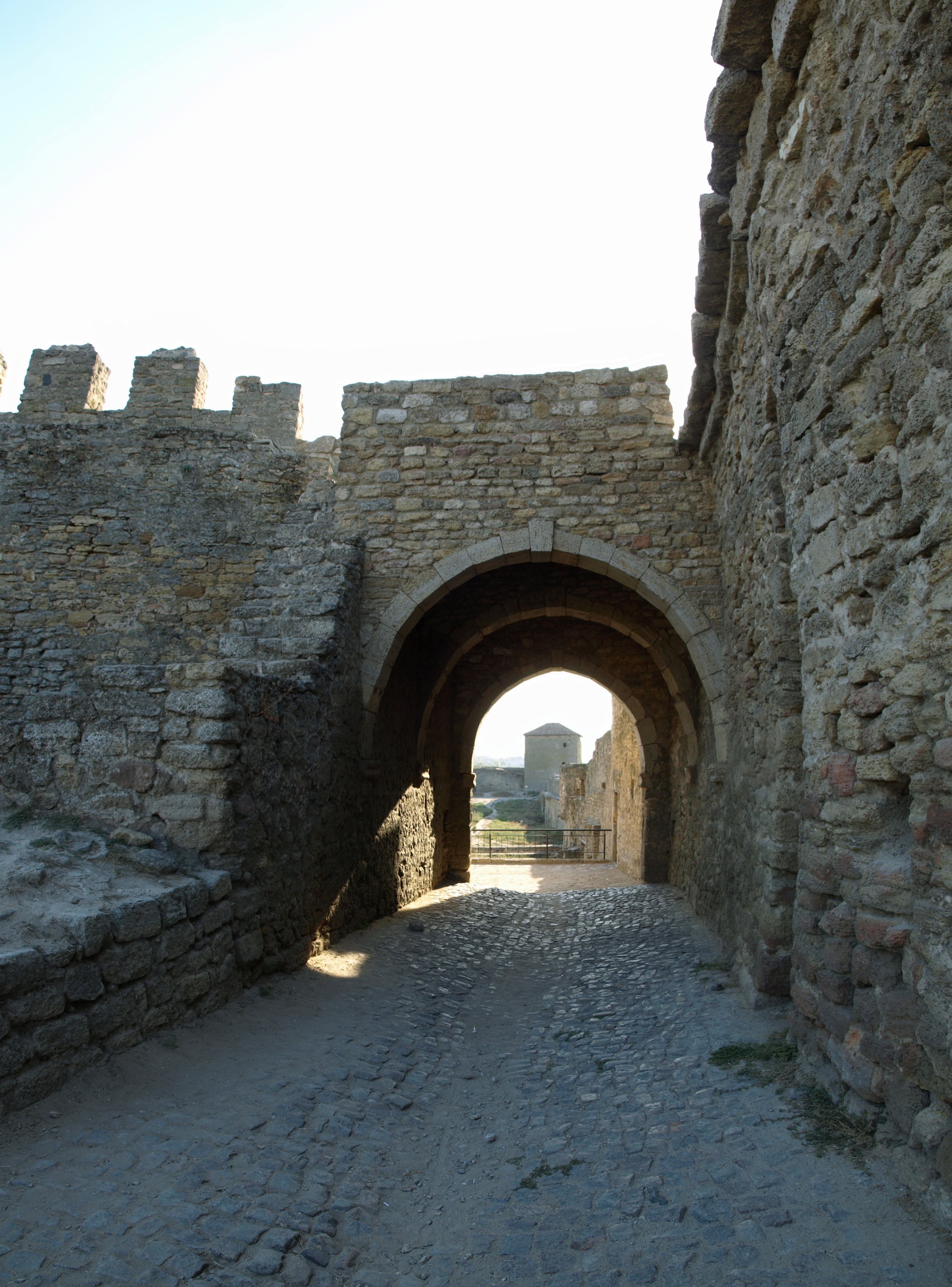
Trecerea spre chiliile genoveze și între cele două curți
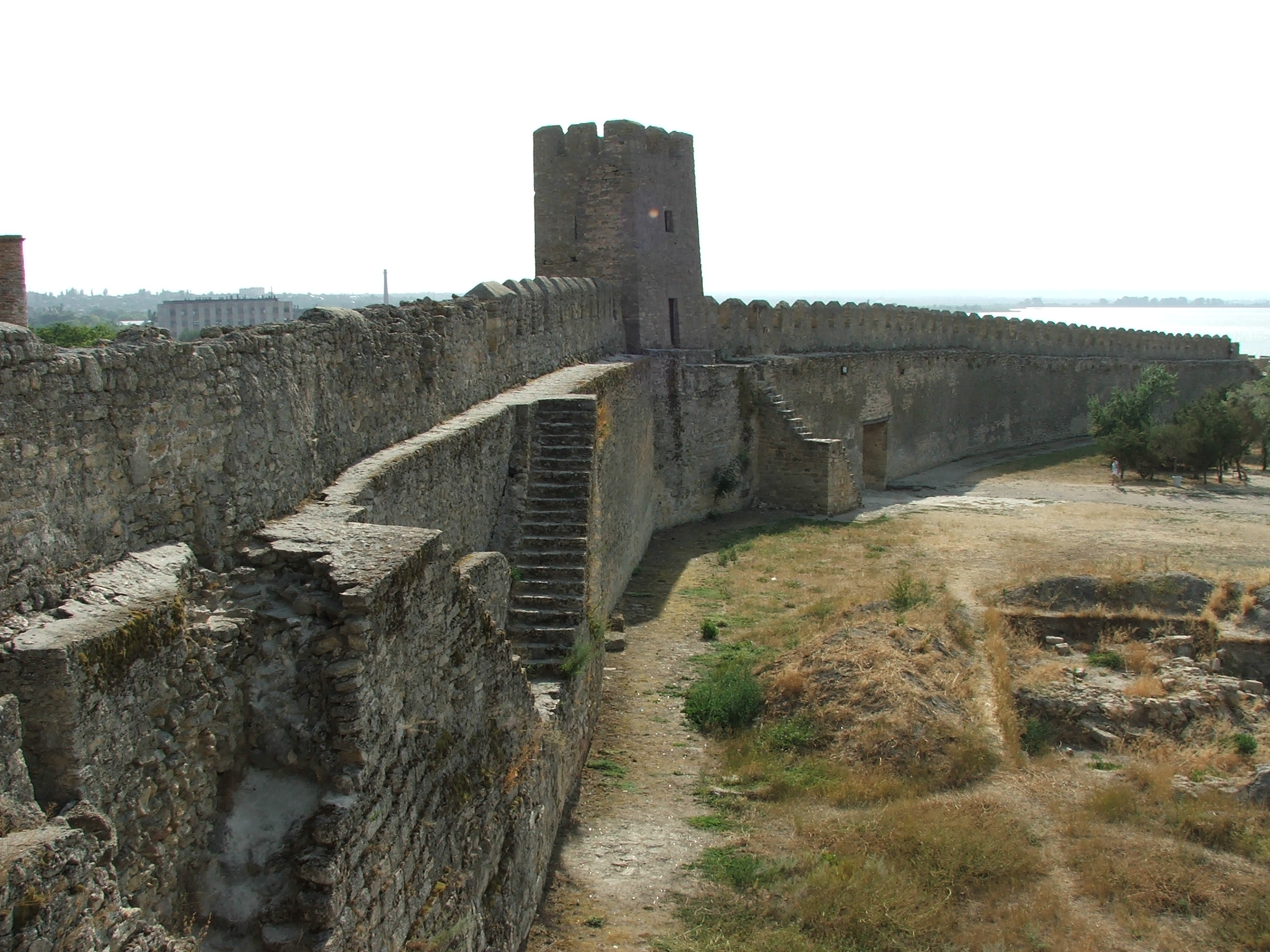
Zidul dintre cele două curți și Turnul cu pisanie
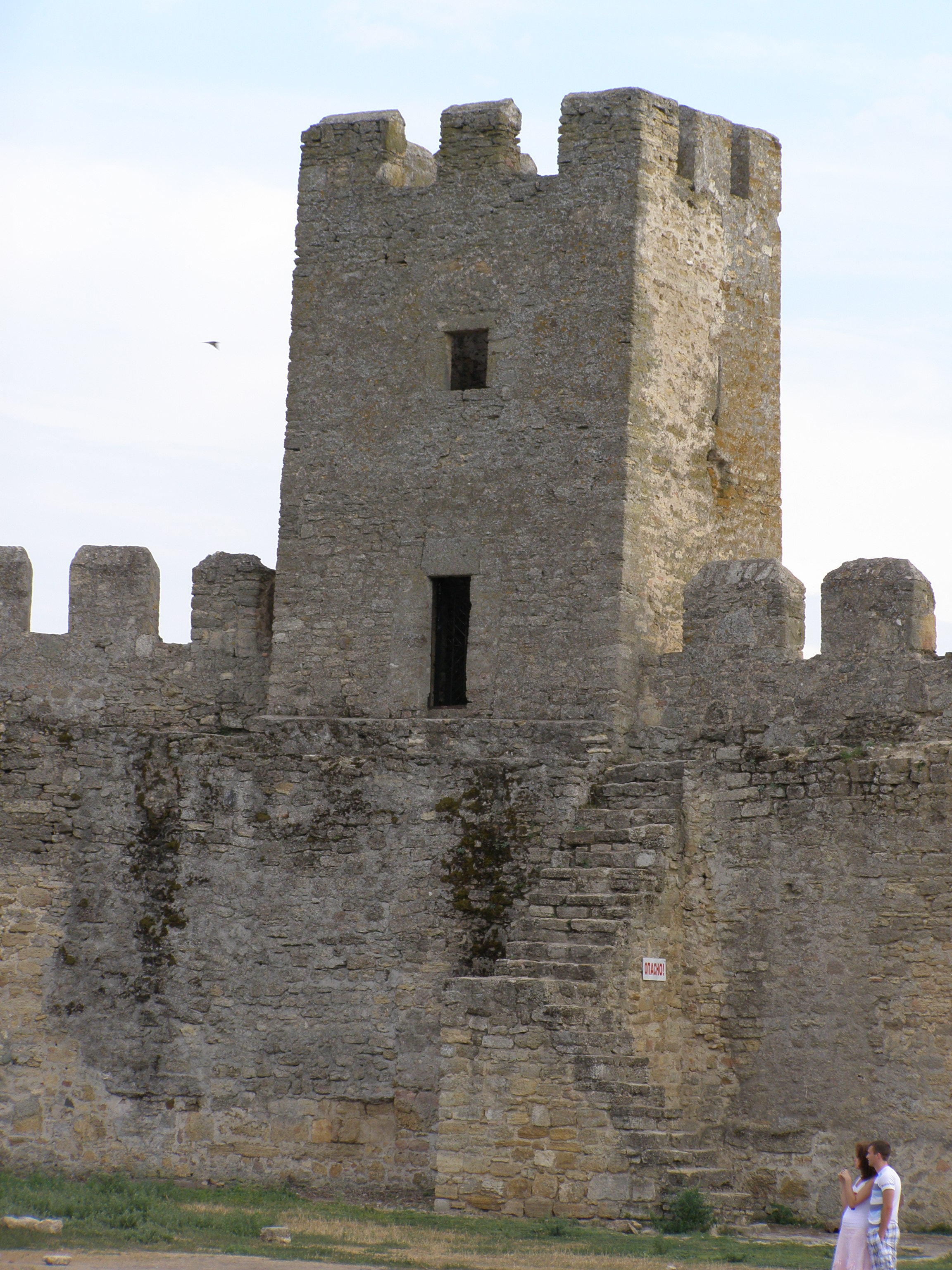
Turnul cu pisanie dintre cele două curți
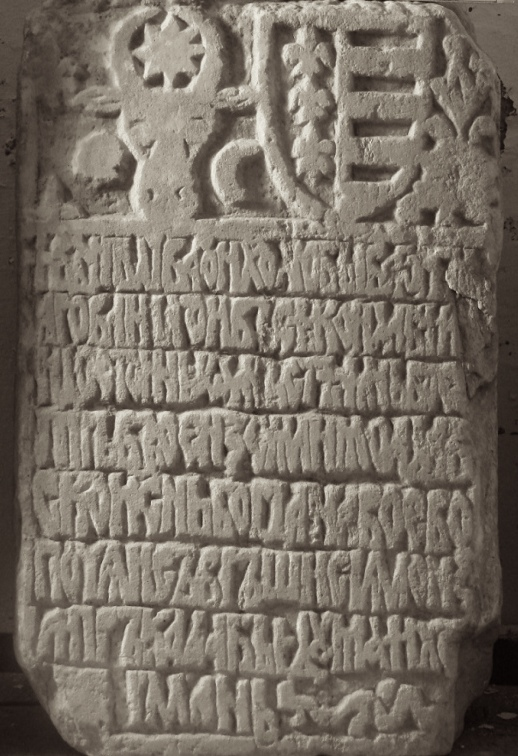
Pisanie (1479): inscripțiile moldovenești de la Cetatea Albă aduse în România au scăpat de distrugeri
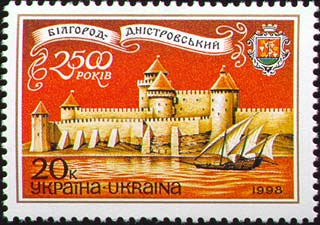
Marcă poștală ucraineană cu Cetatea Albă: stema este cea a orașului modern
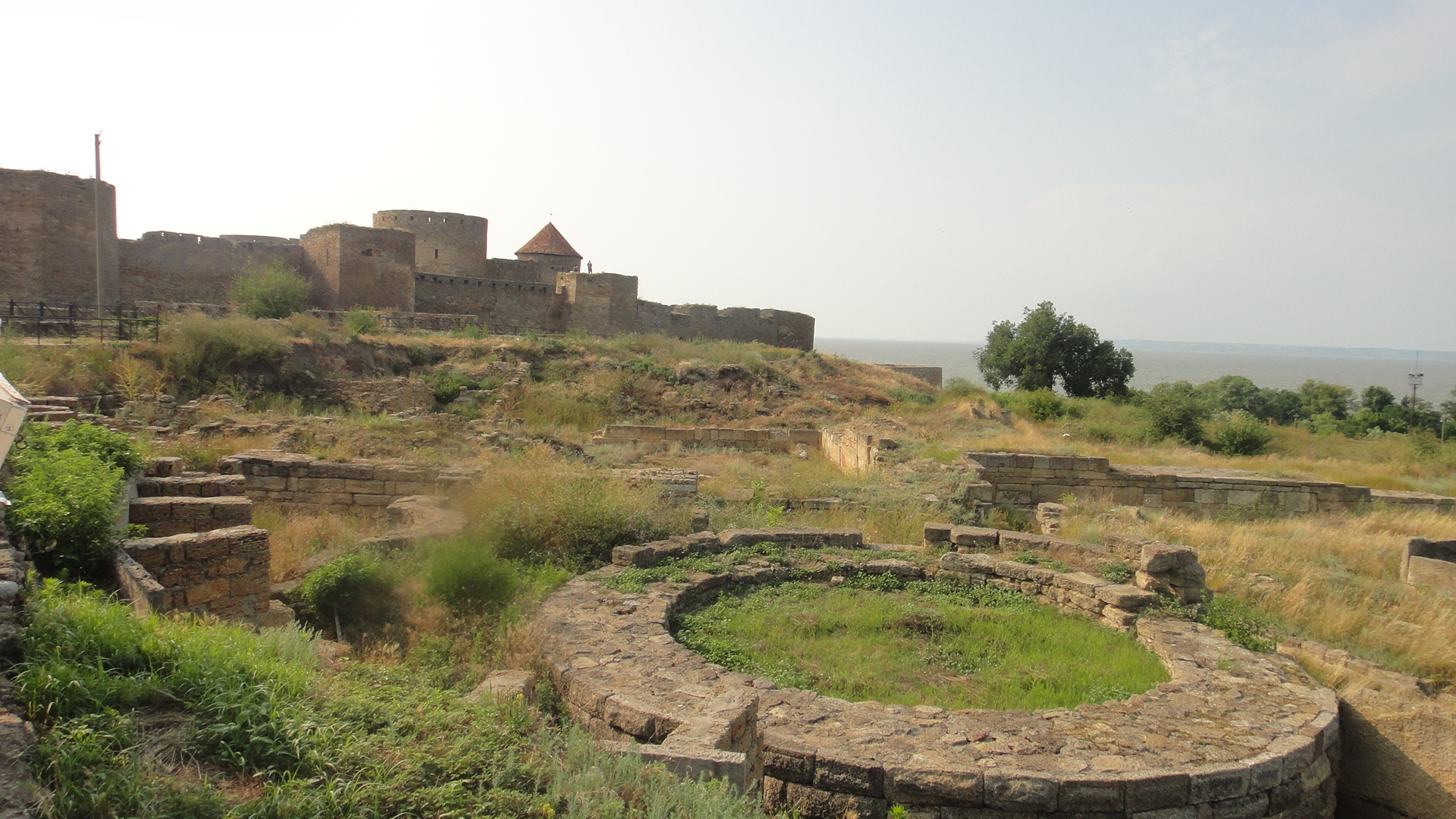
Ruinele coloniei antice Tyras, în fața cetății moldovenești

## Vezi și
- Tyras
- Maurocastro

## Legături externe
- Cetatea Albă a Moldovei (1386 - prezent) Arhivat în 11 februarie 2021, la Wayback Machine. pe istoria.md
- S.O.S.! pentru Cetatea Alba pe timpul.md
- Portretul României Interbelice - Cetatea Albă pe romaniainterbelica.memoria.ro
- Cetatea Albă pe literaturasiarta.md
- ru Planul cetății Arhivat în 8 iunie 2018, la Wayback Machine.
- ru Шлапак. Исследование средневекового оборонного зодчества — Издательство: «ARC» 2001. ISBN 9975-61-180-X Arhivat în 2 aprilie 2015, la Wayback Machine.
- Video pe youtube.com